# Bộ Thị (示)
Bộ Thị còn gọi là Bộ Kỳ, bộ thứ 113 có nghĩa là "chỉ thị" hoặc "thần đất" là 1 trong 23 bộ có 5 nét trong số 214 bộ thủ Khang Hy.
Trong Từ điển Khang Hy có 213 chữ (trong số hơn 40.000) được tìm thấy chứa bộ này.

## Tự hình Bộ Thị (示)

Giáp cốt văn
Đại triện
Tiểu triện

## Chữ thuộc Bộ Thị (示)
| Số nét bổ sung | Chữ                                                            |
| -------------- | -------------------------------------------------------------- |
| 0              | 示 礻                                                          |
| 1              | 礼                                                             |
| 2              | 礽                                                             |
| 3              | 社 礿 祀 祁 祂 祃                                              |
| 4              | 祄 祅 祆 祇 祈 祉 祊 祋 祌 祍 祎                               |
| 5              | 祏 祐 祑 祒 祓 祔 祕 祖 祗 祘 祙 祚 祛 祜 祝 神 祟 祠 祡 祢    |
| 6              | 祣 祤 祥 祦 祧 票 祩 祪 祫 祬 祭 祮 祯                         |
| 7              | 祰 祱 祲 祳 祴 祵 祶 祷 祸                                     |
| 8              | 祹 祺 祻 祼 祽 祾 祿 禀 禁 禂 禃 禄                            |
| 9              | 禅 禆 禇 禈 禉 禊 禋 禌 禍 禎 福 禐 禑 禒 禓 禔 禕 禖 禗 禘 禙 |
| 10             | 禚 禛 禜 禝 禞 禟 禠 禡 禢 禣                                  |
| 11             | 禤 禥 禦                                                       |
| 12             | 禧 禨 禩 禪 禫                                                 |
| 13             | 禬 禭 禮 禯                                                    |
| 14             | 禰 禱                                                          |
| 15             | 禲                                                             |
| 17             | 禳 禴                                                          |
| 18             | 禵                                                             |
| 19             | 禶 禷                                                          |